# Eberhard Köbel
Eberhard Köbel (ur. 22 czerwca 1907, Stuttgart, zm. 31 sierpnia 1955 w Berlinie) – przywódca Niemieckiej Młodzieży, pisarz oraz publicysta.

## Życiorys
Od roku 1920, gdy ukończył 13 rok życia, należał do organizacji Wandervogel. Köbel wkrótce został jej liderem. Wynalazł Kohte, projekt namiotu składającego się z kilku pomniejszych płacht płótna, które mogą być noszone osobno i składane w całość na obozowisku.
W roku 1926 Köbel wstąpił do Deutsche Freischar, fuzji Wandervogel i organizacji skautowskich; rok później popierał stworzenie jednolitej niemieckiej organizacji młodzieżowej dla chłopców. 1 listopada 1929 roku Köbel założył konspiracyjną organizację "dj 1.11" w celu odtworzenia i mobilizacji Deutsche Freischar. Wiosną roku 1932, w nadziei na możliwość postawienia bardziej skutecznego oporu nazistom, zrezygnował z przewodniczenia "dj 1.11" i zapisał się do Ligi Młodych Komunistów oraz do Komunistycznej Partii Niemiec.
18 stycznia 1934 roku, prawie rok po przejęciu władzy przez Hitlera, Köbel został aresztowany za próbę infiltracji w Hitlerjugend. Po okresie ciężkiego maltretowania w areszcie prewencyjnym, został zwolniony z berlińskiego więzienia Columbia Haus pod koniec lutego 1934 roku. Zakazano mu działalności w organizacjach młodzieżowych. Podczas Nocy Długich Noży 30 czerwca 1934 roku, kiedy Hitler dokonywał wewnętrznych anty-lewicowych czystek w szeregach NSDAP, Köbelowi udało się uniknąć śmierci dzięki wyjazdowi przez Szwecję do Londynu. W Anglii Köbel utrzymywał kontakt z Ruchem Wolnych Niemiec. Powrócił do Berlina w roku 1948 i tam pracował jako pisarz oraz autor tekstów publicystycznych w Niemieckiej Republice Demokratycznej do śmierci w roku 1955.